# Erich Rinka
Erich Rinka (* 19. Dezember 1902 in Lübbenau; † 17. Dezember 1983 in Ost-Berlin) war ein deutscher Fotograf. Er zählte zu den wichtigsten Arbeiterfotografen im Deutschland der 1920er-Jahre.

## Leben
Erich Rinka wurde 1902 in eine fünfköpfige sorbische Arbeiterfamilie geboren und wuchs in Lübbenau auf, wo er die Knabenschule besuchte. Nach der Schule begann er eine Lehre zum Buchdrucker bei der Druckerei des Lübbenauer Wochenblattes, wurde aber nach vier Jahren wegen gewerkschaftlicher Tätigkeit kurz vor der Gehilfenprüfung entlassen. Er ging nach Berlin und fand Arbeit in der Hofbuchdruckerei Wilhelm Greve und konnte seine Lehre als Buchdrucker 1921 beenden. Zwei Jahre später trat Rinka der Kommunistischen Jugend Deutschlands (KJD) und wurde wieder arbeitslos. Es folgten Jahre der Wanderschaft durch Deutschland, der Schweiz, Italien und Holland. 1926 kehrte er nach Deutschland zurück und wurde 1927 Mitglied der Kommunistische Partei Deutschlands. Ein Jahr später wurde er Betriebsrat in einer Buchdruckerei.
Ab 1930 war Rinka Leiter der Arbeiterfotografen von Groß-Berlin, ab 1931 hauptamtlicher Reichssekretär der Arbeiterfotografen Deutschlands. Im Herbst 1930 leitete er eine Delegation sowjetischer Arbeiterfotografen. Er erstellte Bildkollagen für die AIZ. Seine Aufnahmen mit der 9 x 12-Plattenkamera Avus von der Arbeitslosigkeit von 1930 bis 1931 in Hamburg über stillgelegte Schiffe und die endlose Schlange beim Arbeitsnachweis für Seeleute gehören zu den berühmt gewordenen Zeugnissen der Arbeiterfotografie. 1932 wurde Rinka Leiter des Internationalen Büros der Arbeiterfotografen. Nach der Machtergreifung durch die Nationalsozialisten wurde Rinka im April 1933 wegen illegaler Aktivitäten festgenommen. Er konnte fliehen und arbeitete für das Zentralkomitee der KPD. Im März 1934 wurde Rinka in Johanngeorgenstadt erneut verhaftet und am 18. Juni 1935 am Oberlandesgericht Dresden zu zweieinhalb Jahren Zuchthaus verurteilt. Nach seiner Entlassung aus der Strafgefängnis Berlin-Plötzensee arbeitete Erich Rinka in einem Berliner Kunstatelier. Aufgrund seiner politischen Einstellung wurde Rinka, der als „wehrunwürdig“ galt, im Februar 1943 in die Strafdivision 999 zwangsrekrutiert, beging aber noch vor Kriegsende Fahnenflucht nach Prag.
Nach Kriegsende kehrte Rinka nach Berlin zurück. Im Auftrag der brandenburgischen Landesleitung der Kommunistischen Partei gründete er eine KPD-Ortsgruppe in Lübbenau und übernahm zudem die Bild- und Feuilletonredaktion bei der KPD-Zeitung Volkswille, die später in Märkische Volksstimme umbenannt wurde. Später wurde er Chefredakteur beim Rundfunk der Sowjetischen Militäradministration in Deutschland und später Chefredakteur beim Fernsehzentrum Berlin-Adlershof, dem späteren Deutschen Fernsehfunk. Erich Rinka lebte abwechselnd in Berlin und Lübbenau.

## Werke
- Erich Rinka: Fotografie im Klassenkampf. Ein Arbeiterfotograf erinnert sich, Fotokinoverlag, Leipzig 1981
- Heinrich Goeres: Entdeckungsreise Schwarze Pumpe. Fotografiert von Erich Rinka, Kongress-Verlag, Berlin 1958
- Erich Rinka: Bulgarien (Bildband), Sachsenverlag, Dresden 1956
- Erich Rinka: Mein Spreewaldbuch, Sachsenverlag, Dresden 1954

## Film
- Wilhelm Körner: Wir sind das Auge unserer Klasse. Arbeiterfotografen in der Weimarer Zeit, Köln 1980

## Nachweise
1. ↑  Jürgen Matschie: Erich Rinka - Der Arbeiterfotograf aus dem Spreewald. Domowina-Verlag, Bautzen 2007.
2. ↑  Biografie im Klappentext des Buches: Erich Rinka Fotografie im Klassenkampf, VEB Fotokinoverlag, Leipzig 1981
3. ↑  Wer "Hamburgs graue Kolonnen" aufnahm - Erich Rinka: Agitatorische Fotografie in: Vorwärts und nicht vergessen - Arbeiterkultur in Hamburg um 1930, Berlin (West) 1982, S. 284
4. ↑  Karl-Ernst Schleißer: Berühmte Lübbenauer. In: Geschichte der Stadt Lübbenau – 20. Jahrhundert. Stadt Lübbenau (Hrsg.), S. 275f.
5. ↑  Wer war wer in der DDR. Bundesstiftung zur Aufarbeitung der SED-Diktatur, abgerufen am 1. November 2017.

| Personendaten    | Personendaten                                        |
| ---------------- | ---------------------------------------------------- |
| NAME             | Rinka, Erich                                         |
| KURZBESCHREIBUNG | deutscher Fotograf und Kommunist                     |
| GEBURTSDATUM     | 19. Dezember 1902                                    |
| GEBURTSORT       | Lübbenau, Provinz Brandenburg, Deutsches Kaiserreich |
| STERBEDATUM      | 17. Dezember 1983                                    |
| STERBEORT        | Ost-Berlin, Deutsche Demokratische Republik          |